# Aldo Conti

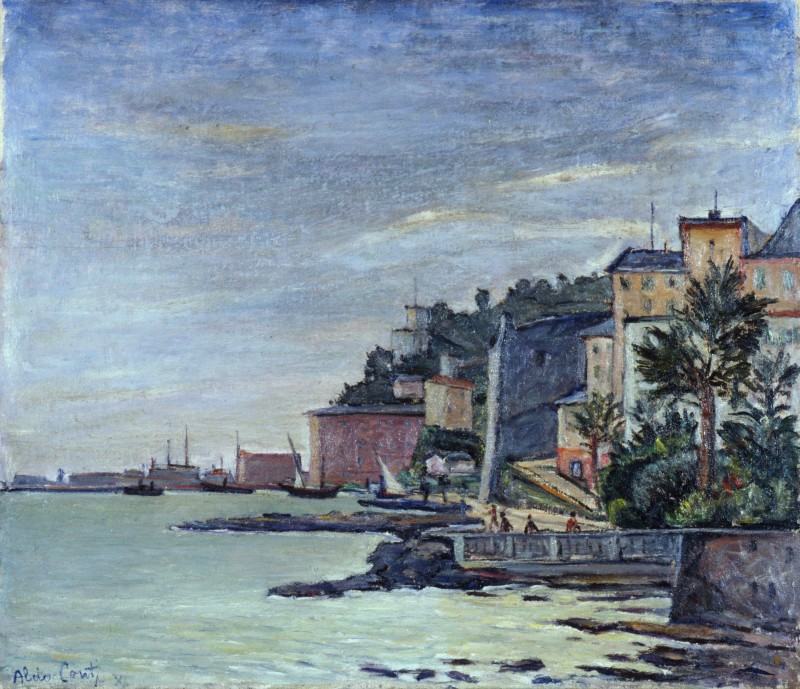
Santa Margherita Ligure, 1933 (Collezioni d'arte della Fondazione Cariplo)

Aldo Conti (Milano, 1890 – Milano, 1988) è stato un pittore italiano.

## Biografia
Tra il 1911 e il 1914 si forma a Milano e a Parigi dove frequenta la scuola di architettura dell'École des Beaux Arts. Tornato in Italia, si dedica al paesaggio e alla veduta urbana. Nel primo dopoguerra è influenzato dal Novecento Italiano ma non partecipa alle mostre del gruppo. A partire dagli anni Trenta partecipa alle Esposizioni Nazionali allestite alla Società ed Esposizione Permanente di Milano ed è presente alla Prima e alla Quarta Quadriennale nazionale d'arte di Roma (1931, 1943) e a varie edizioni dell'Esposizione Internazionale d'Arte di Venezia (1936, 1940, 1942). Nel 1938 si aggiudica il Premio Sallustio Fornara alla Mostra Sociale Autunnale della Società per le belle arti e, grazie a questo, il dipinto Campagna lombarda entra alla Galleria d'Arte Moderna di Milano. Nello stesso anno partecipa al Primo Premio Bergamo dove torna anche nel 1940.

## Opere
- Santa Margherita Ligure (1933), Collezioni d'arte della Fondazione Cariplo